# Kostiv, Lebedîn
Kostiv (în ucraineană Костів) este un sat în comuna Reabușkî din raionul Lebedîn, regiunea Sumî, Ucraina.

## Demografie
Componența lingvistică a localității Kostiv
     Ucraineană (96,03%)
     Rusă (3,97%)
Conform recensământului din 2001, majoritatea populației localității Kostiv era vorbitoare de ucraineană (96,03%), existând în minoritate și vorbitori de rusă (3,97%).